# فريدريك لويس فايس
فريدريك لويس فايس (بالإنجليزية: Frederick Lewis Weis)‏ هو مؤرخ أمريكي، ولد في 1895 في كرانستون في الولايات المتحدة، وتوفي في 1967 في براتلبورو في الولايات المتحدة.